# Bohai (socken i Kina)
Bohai (kinesiska: 渤海乡, 渤海) är en socken i Kina. Den ligger i provinsen Hebei, i den norra delen av landet, omkring 290 kilometer öster om huvudstaden Peking. Antalet invånare är 10 859. Befolkningen består av 5 071 kvinnor och 5 788 män. Barn under 15 år utgör 12,0 %, vuxna 15-64 år 80 %, och äldre över 65 år 6,0 %.
Genomsnittlig årsnederbörd är 870 millimeter. Den regnigaste månaden är augusti, med i genomsnitt 225 mm nederbörd, och den torraste är januari, med 4 mm nederbörd.